# Niveotectura funiculata
Niveotectura funiculata är en snäckart som först beskrevs av Carpenter 1864.  Niveotectura funiculata ingår i släktet Niveotectura och familjen Lottiidae. Inga underarter finns listade i Catalogue of Life.